# Peter Krevert

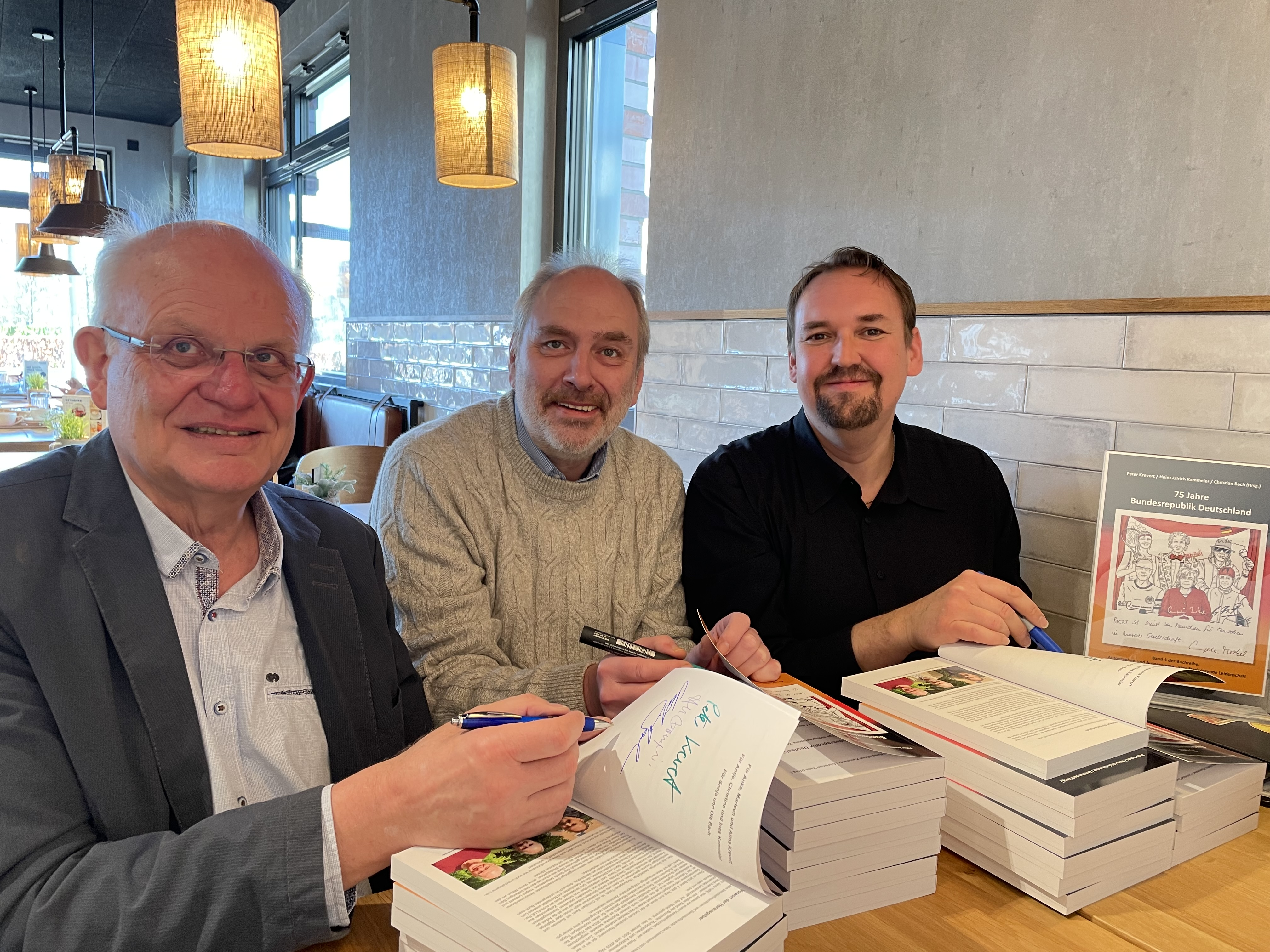
Peter Krevert (Mitte) mit seinen Co-Herausgebern Heinz-Ulrich Kammeier (l.) und Christian Bach bei einer Signierstunde, 2024

Peter Krevert (* 11. April 1963 in Legden) ist ein deutscher Autor.
Nach dem Abitur in Gelsenkirchen und seinem Wehrdienst bei der Feldjägertruppe in Celle, Sonthofen und Münster studierte Peter Krevert Politikwissenschaft, Publizistik und Soziologie (Promotion zum Dr. phil.) in Münster.
1996 wurde er gemeinsam mit Gerhard W. Wittkämper und Andreas Kohl mit dem 1. Preis der Polizei-Führungsakademie für die im Auftrag des Bundeskriminalamtes erstellte Studie „Europa und die innere Sicherheit. Auswirkungen des EG-Binnenmarktes auf die Kriminalitätsentwicklung und Schlußfolgerungen für die polizeiliche Kriminalitätsbekämpfung“ ausgezeichnet. Neben beruflich bedingten Veröffentlichungen, hauptsächlich zu den Themen Kriminalität und Sicherheitspolitik, entwickelt er regelmäßig Buch- und auch Ausstellungsprojekte zu seinem privaten Steckenpferd, der Leidenschaft für Autographen und Autogramme. Schwerpunkte sind hier die Bereiche Fußballgeschichte, Film, Musik und TV.

## Schriften (Auswahl)
- Funktionswandel der wissenschaftlichen Politikberatung in der Bundesrepublik Deutschland. Entwicklungslinien, Probleme und Perspektiven im Kooperationsfeld von Politik, Wissenschaft und Öffentlichkeit, LIT Verlag, Münster/Hamburg 1993 (Diss.), ISBN 3-89473-581-3
- Europa und die innere Sicherheit. Auswirkungen des EG-Binnenmarktes auf die Kriminalitätsentwicklung und Schlußfolgerungen für die polizeiliche Kriminalitätsbekämpfung, Bundeskriminalamt: BKA-Forschungsreihe Bd. 35, Wiesbaden 1996 (mit Gerhard W. Wittkämper und Andreas Kohl)
- Schutzgelderpressung. Das große Geschäft mit der Angst, Verlag Schmidt-Römhild, Lübeck u. a. 1997, ISBN 3-7950-3804-9
- Autographen und Autogramme. Eine faszinierende Leidenschaft, Bd. 1, Medien-Verlag, Münster 1999, ISBN 3-9806710-0-3 (mit Heinz-Ulrich Kammeier)
- Autographen und Autogramme. Eine faszinierende Leidenschaft, Bd. 2, Krevkam-Verlag, Bielefeld 2001, ISBN 3-9807905-0-9 (mit Heinz-Ulrich Kammeier)
- In den Fängen der Mafia-Kraken. Organisiertes Verbrechen in Deutschland, Mittler-Verlag, Hamburg u. a. 2001, ISBN 3-8132-0698-X (mit Willi Flormann)
- Autographen und Autogramme. Eine faszinierende Leidenschaft, Bd. 3: Prominente berichten über ihre Fans, Krevkam-Verlag Bielefeld 2005, ISBN 3-9807905-1-7 (mit Heinz-Ulrich Kammeier)
- Das Schalker Autogrammbuch. Königsblaue Schriftstücke und Anekdoten, Agon-Sportverlag Kassel 2005, ISBN 3-89784-268-8
- Autographen und Autogramme. Eine faszinierende Leidenschaft, Bd. 4: 75 Jahre BRD – eine autographische Zeitreise, Krevkambach-Verlag Bielefeld 2024, ISBN 978-3-00-076835-4 (mit Heinz-Ulrich Kammeier und Christian Bach)